# Scheibe-See
Der Scheibe-See, auch Speicher Scheibe, Scheibesee oder Scheibe See genannt und obersorbisch Šibojski jězor, ist ein geflutetes Tagebaurestloch östlich von Hoyerswerda in der Oberlausitz (Sachsen). An seiner Stelle befand sich bis Mitte der 1980er Jahre das Dorf Scheibe, das zum Abbau von Braunkohle durch den Tagebau Scheibe überbaggert wurde. Die Flutung begann am 14. August 2002 und war laut Informationen der Lausitzer und Mitteldeutsche Bergbau-Verwaltungsgesellschaft (LMBV) im März 2004 zu 70 % abgeschlossen. Im Jahr 2011 war der See, auf dem sich die Gemeindegrenzen von Spreetal, Lohsa und Hoyerswerda treffen, vollständig geflutet.
Das gestaute Gewässer ist die Kleine Spree.
Der Scheibe-See ist Bestandteil des entstehenden Lausitzer Seenlandes und soll zur Freizeiterholung genutzt werden wie die anderen Tagebaurestseen in der Lausitz auch. Später soll er einmal fünf Badestrände haben und ist bereits heute ein beliebtes Ziel für Radfahrer und Inline-Skater. Dabei sollte allerdings beachtet werden, dass das Gelände abseits der Wege noch erdrutschgefährdet ist.
Bei der Beprobung im Juni 2014 hatte das Wasser noch einen sehr niedrigen momentanen pH-Zwischenstand von 4,3.
Anrainer des Scheibe-See sind die Gemeinde Spreetal mit ihrem Ortsteil Burg, die Gemeinde Lohsa und die große Kreisstadt Hoyerswerda.

## Siehe auch

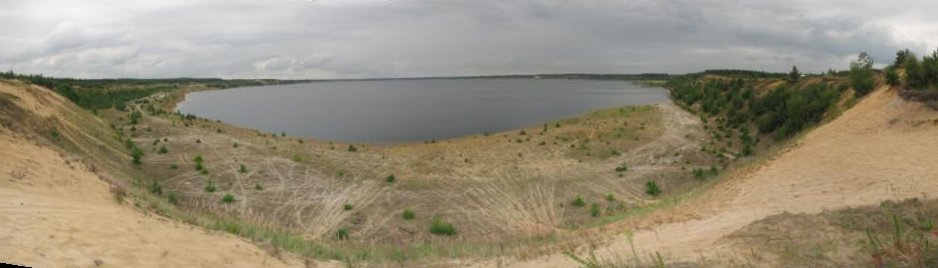
Scheibe-See im August 2005
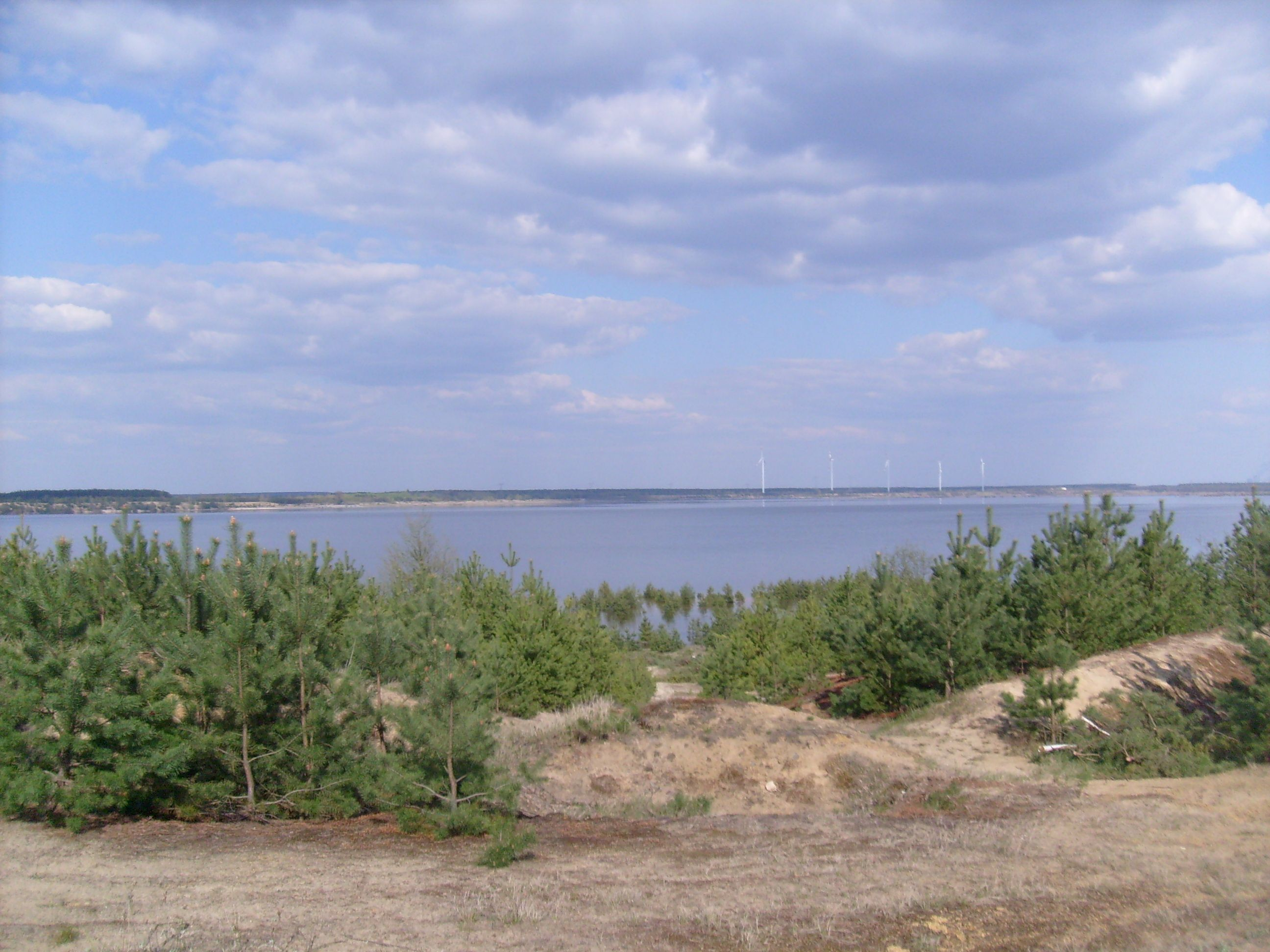
Scheibe-See im Mai 2008, Blick nach Nordosten
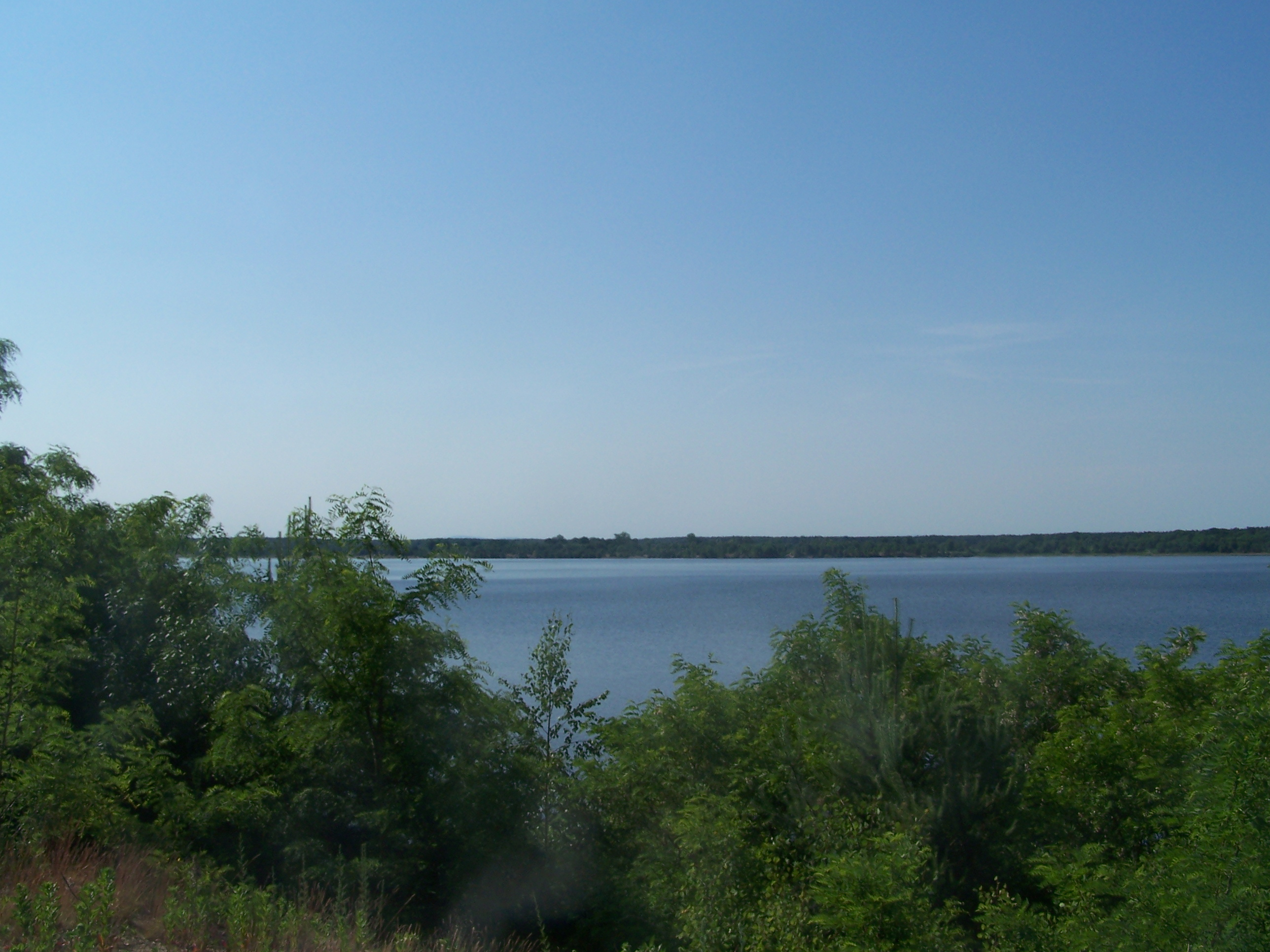
Scheibe-See im Juni 2011, Blick nach Süden
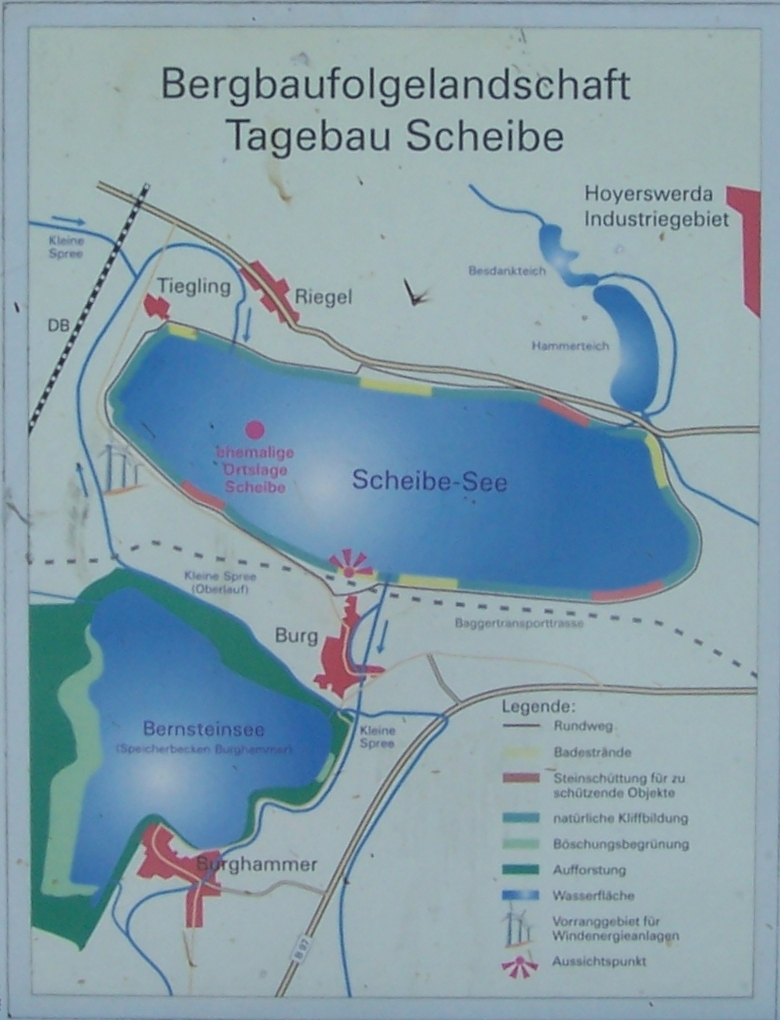
Infotafel, Darstellung unmaßstäblich, gesüdet